# Campeonato Mundial Histórico de Peso Medio de la NWA
El Campeonato Mundial Histórico de Peso Medio de la NWA es un campeonato promovido por el Consejo Mundial de Lucha Libre. Este campeonato fue creado cuando el Campeonato Mundial de Peso Medio de la NWA dejó de ser reconocido por la National Wrestling Alliance debido a que la relación entre el CMLL y la NWA se rompió.

## Historia
Cuando Blue Demon Jr. comenzó a promover la NWA México en agosto de 2008, anunció que la National Wrestling Alliance no reconocía a los campeones mundiales que se encontraban en el CMLL, los cuales eran: Mephisto (Campeón de Peso Wélter), Averno (Campeón de Peso Medio), y Texano Jr. (Campeón de Peso Semicompleto), declarando que para la NWA esos títulos se encontraban vacantes.
Blue Demon Jr. confesó que trato de llegar a un acuerdo con la gente del CMLL, pero que nunca le dieron una respuesta, también dijo que se realizaría una eliminatoria para obtener a los nuevos campeones de las tres categorías, participando luchadores independientes de México, principalmente de la empresa Los Perros del Mal, aclarando que si los entonces campeones querían participar lo podían hacer como una táctica de defensa de sus campeonatos.
El 12 de agosto de 2010 el CMLL decidió cambiarle los nombres a los campeonatos de la NWA y llamarlos Campeonatos Históricos, llevando dicho nombre por toda la historia que los títulos representaban y así tener el control total de los ellos.

## Campeones
El Campeonato Mundial Histórico de Peso Medio de la NWA es el campeonato secundario de la empresa, creado en 2008 debido a que National Wrestling Alliance no reconocía a los campeones mundiales que se encontraban en el CMLL. El campeón inaugural fue Averno, quien fue otorgado por la empresa y desde esto, ha habido 8 distintos campeones oficiales, repartidos en 8 reinados en total. Prince Devitt es el único luchador no mexicano que ha ostentado el título.
El reinado más largo en la historia del título le pertenece a Místico, quien mantuvo el campeonato por 2263 días en 2018 y 2024. Por otro lado, Volador Jr. posee el reinado más corto en la historia del campeonato, con tan solo 45 días con el título en su haber.
En cuanto a los días en total como campeón (un acumulado entre la suma de todos los días de los reinados individuales de cada luchador), Último Guerrero también posee el primer lugar, con 1086 días como campeón en su único reinado. Le siguen La Sombra (954 días en su único reinado), Averno (467 días en su único reinado), Prince Devitt (182 días en su único reinado), y Dragón Rojo Jr. (114 días en su único reinado). Además, tres luchadores fueron campeones durante más de un año de manera ininterrumpida: Último Guerrero (1086 días), La Sombra (954 días) y Averno (467 días).
Por último, el campeón más joven en la historia es La Sombra, quien a los 23 años y 78 días derrotó a Dragón Rojo Jr. en un House show. En contraparte, el campeón más viejo es Averno, quien a los 35 años y 95 días fue otorgado por la empresa. En cuanto al peso de los campeones, Último Guerrero. es el más pesado con 93 kilogramos, mientras que Averno es el más liviano con 79 kilogramos.

### Campeón actual
El Campeonato Mundial Histórico de Peso Medio de la NWA se encuentra actualmente lo osteneta Flip Gordon, lo ganó en un troneo debido a que Místico quien tuvo que dejar el título vacante para poder competir a la categoría de "semicompleto".
1. vs. Rocky Romero (Arena México)
2. vs. Dragón Rojo Jr. (Sábado 22 de febrero de 2025, Arena Coliseo CDMX)

### Lista de campeones
|   | Luchador          | N.º | Fecha                    | Días | Show o evento            | Notas y referencias                                                                                 |
| - | ----------------- | --- | ------------------------ | ---- | ------------------------ | --------------------------------------------------------------------------------------------------- |
| 1 | Averno            | 1   | 12 de agosto de 2010     | 467  | Conferencia de prensa    | Otorgado por el CMLL.                                                                               |
| 2 | La Máscara        | 1   | 22 de noviembre de 2011  | 84   | Evento en vivo           | [ 2 ]                                                                                               |
| 3 | Volador Jr.       | 1   | 14 de febrero de 2012    | 45   | Evento en vivo           | [ 3 ]                                                                                               |
| 4 | Prince Devitt     | 1   | 30 de marzo de 2012      | 182  | Súper Viernes            | [ 4 ]                                                                                               |
| 5 | Dragón Rojo Jr.   | 1   | 28 de septiembre de 2012 | 114  | Súper viernes            | [ 5 ]                                                                                               |
| 6 | La Sombra         | 1   | 20 de enero de 2013      | 954  | Fantasticamania 2013     | [ 6 ]                                                                                               |
| 7 | Último Guerrero   | 1   | 31 de agosto de 2015     | 1086 | Lunes de Arena Puebla    | [ 7 ]                                                                                               |
| 8 | Caristico/Místico | 1   | 14 de agosto de 2018     | 2263 | Martes de Nuevos Valores | Durante su reinado, Caristico se cambió de nombre como Mistico.                                     |
| — | Vacante           | —   | 31 de octubre de 2024    | N/A  | —                        | Debido a que Místico tuvo que dejar el título para poder competir a la categoría de "semicompleto". |
| 9 | Flip Gordon       | 1   | 15 de noviembre de 2024  | 205+ | Viernes Espectacular     | Derrotó a Villano III Jr. en la final de un torneo.                                                 |

### Total de días con el título
La siguiente lista muestra el total de días que un luchador ha poseído el campeonato, si se suman todos los reinados que posee.

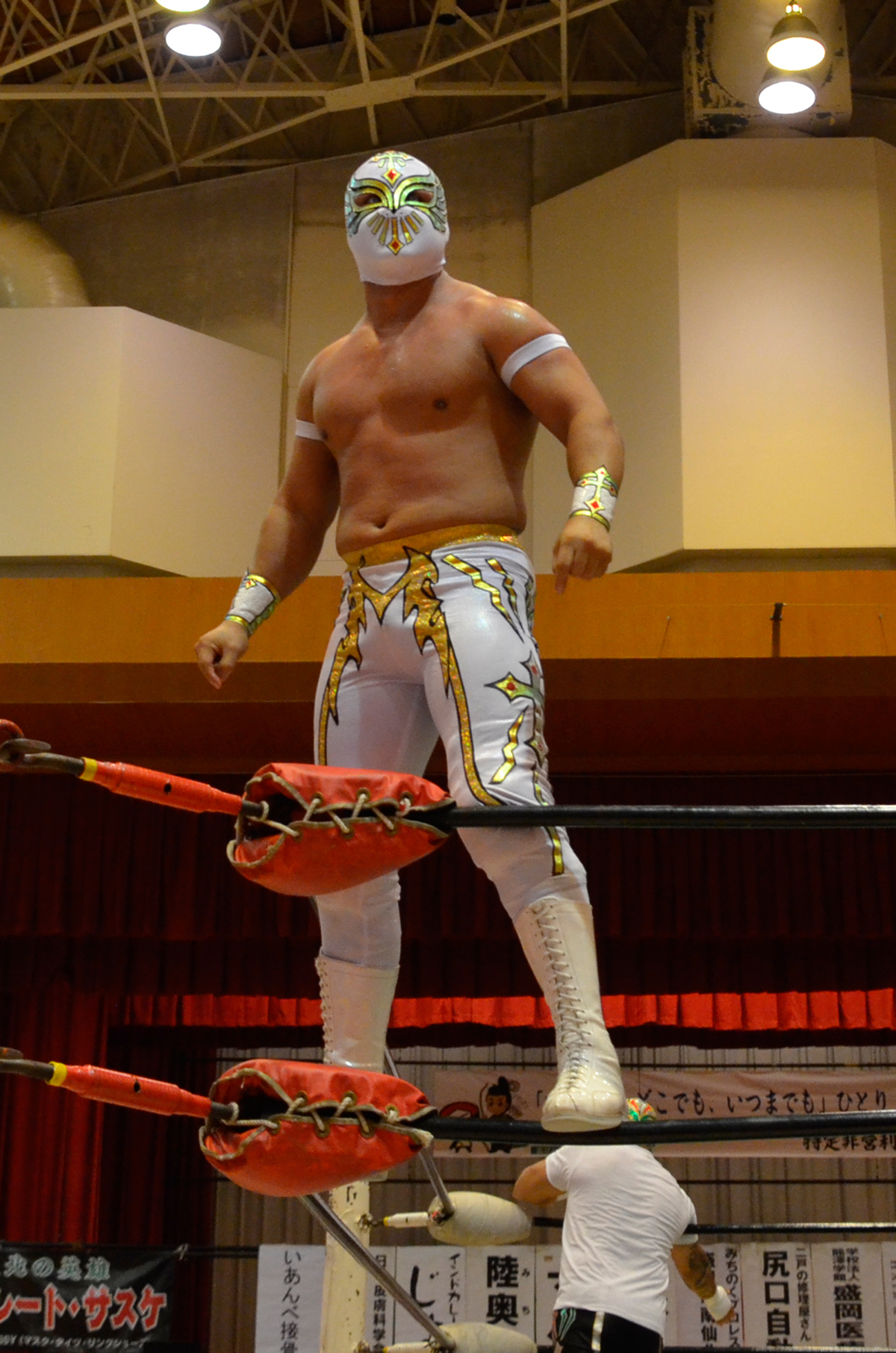
Místico posee el reinado más largo de la historia con 2263 días.

A la fecha del 8 de junio de 2025.
| + | Indica el campeón actual |

| N.º | Campeón           | Reinados | Total de días |
| --- | ----------------- | -------- | ------------- |
| 1   | Caristico/Místico | 1        | 2263          |
| 2   | Último Guerrero   | 1        | 1086          |
| 3   | La Sombra         | 1        | 954           |
| 4   | Averno            | 1        | 467           |
| 5   | Prince Devitt     | 1        | 182           |
| 6   | Dragón Rojo Jr.   | 1        | 114           |
| 7   | La Máscara        | 1        | 84            |
| 8   | Volador Jr.       | 1        | 45            |
| 9   | Flip Gordon       | 1        | 205+          |